# 2018 en musique
| \| • Retour à la chronologie générale de la musique populaire • \| |
| XXIe siècle • XXe siècle • XIXe siècle • XVIIIe siècle XVIIe siècle • XVIe siècle • XVe siècle • XIVe siècle XIIIe siècle • XIIe siècle • XIe siècle • Xe siècle IXe siècle • VIIIe siècle • Haut Moyen Âge • Rome • Grèce |
| • Retour à la chronologie générale de la musique populaire • |

| • Retour à la chronologie générale de la musique populaire • |

| Années de la musique populaire : 2015 - 2016 - 2017 - 2018 - 2019 - 2020 - 2021    |
| Décennies de la musique populaire : 1980 - 1990 - 2000 - 2010 - 2020 - 2030 - 2040 |

Cet article présente les faits marquants de l'année 2018 en musique.

## Faits marquants

### En France
- 30 millions d'albums sont vendus en France en 2018[1].
- L'album posthume de Johnny Hallyday, Mon pays c'est l'amour, réalise le meilleur démarrage de tous les temps pour un album en France, avec plus de 780 000 exemplaires écoulés en une semaine[2].
- Décès de France Gall, Jacques Higelin, Rose Laurens, Maurane, Yvette Horner, Rachid Taha, Charles Aznavour et Francis Lai.

### Dans le monde
- Décès de Dolores O'Riordan, Avicii, XXXTentacion et Aretha Franklin.
- 3 décembre : sortie de la première version du single Old Town Road de Lil Nas X, rétrospectivement souvent considéré comme un point de départ pour la diffusion de la country rap aux États-Unis et dans le monde, et le renouveau de la musique country afro-américaine

## Disques sortis en 2018
- Albums sortis en 2018
- Singles sortis en 2018

## Succès de l'année en France (singles)

### Chansons classées Numéro 1

#### N°1 des ventes
Cette liste présente, par ordre chronologique, tous les titres s'étant classés à la première place des ventes durant l'année 2018.
- Ed Sheeran : Perfect
- Mylène Farmer : Rolling Stone
- Sena Kana : Truth or dare
- Mylène Farmer : Libertine
- Indochine : Un été français
- Grand Corps Malade : Dimanche soir
- Tom Walker : Leave a Light On
- Maître Gims & Vianney : La Même
- Naestro, Slimane, Maître Gims, Dadju & Vitaa : Bella Ciao
- Indochine : Station 13
- Mylène Farmer & LP : N'oublie pas
- Hermes House Band : I Will Survive
- Maroon 5 : Girls Like You
- Jain : Alright
- Vegedream : Ramenez la coupe à la maison
- Lady Gaga & Bradley Cooper : Shallow
- Johnny Hallyday : J'en parlerai au diable
- Redbone : Come and Get Your Love

#### N°1 du Top mégafusion (streaming + téléchargements)
Cette liste présente, par ordre chronologique, tous les titres s'étant classés à la première place du Top mégafusion (streaming + téléchargements) durant l'année 2018.
- Ed Sheeran : Perfect
- Camila Cabello feat. Young Thug : Havana
- Vald : Désaccordé
- Lartiste feat. Caroliina: Mafiosa
- Maître Gims & Vianney : La Même
- Damso : Ipséité
- Aya Nakamura : Djadja
- Dosseh : Habitué
- Damso : Smog
- PNL : À l'ammoniaque
- Jul : Toto et Ninetta
- Vegedream : Ramenez la coupe à la maison
- Rim'K feat. Ninho : Air Max
- PNL : 91's
- Dadju : Jaloux
- Aya Nakamura : Copines
- Orelsan feat. Damso : Rêves bizarres
- Maes feat. Booba : Madrina
- Lomepal : Trop beau

### Chansons francophones
Cette liste présente, par ordre alphabétique, tous les titres francophones s'étant classés plus d'une semaine parmi les 10 premières places du Top 50 durant l'année 2018.
- Amir : Longtemps
- Angèle & Roméo Elvis : Tout oublier
- Aya Nakamura : Djadja
- Bigflo et Oli : Dommage
- Charles Aznavour : Emmenez-moi
- Charles Aznavour : La bohème
- Chris : Damn, dis-moi
- Dadju : Bob Marley
- Dadju : Jaloux
- David Hallyday : Ma dernière lettre
- Eddy de Pretto : Kid
- France Gall : Résiste
- Grand Corps Malade : Dimanche soir
- Hoshi : Ta marinière
- Johnny Hallyday : J'en parlerai au diable
- Kendji Girac : Pour oublier
- L'Algérino : Va bene
- Lartiste : Catchu
- Lartiste : Mafiosa
- Louane : Si t'étais là
- Les Enfoirés : On fait le show
- Madame Monsieur : Mercy
- Magic System : Magic in the air
- Maître Gims : Caméléon
- Maître Gims : Mi Gna
- Maître Gims & Vianney: La Même
- Marwa Loud : Fallait pas
- Mylène Farmer : Rolling Stone
- Mylène Farmer & LP : N'oublie pas
- Mylène Farmer : Libertine
- Naestro, Slimane, Maître Gims, Dadju & Vitaa : Bella Ciao
- PNL : À l'ammoniaque
- PNL : 91's
- Slimane : Viens on s’aime
- Suprême NTM : Sur le drapeau
- Trois Cafés Gourmands : À nos souvenirs
- Vegedream : Ramenez la coupe à la maison
- Vitaa & Claudio Capéo : Un peu de rêve
- Vitaa & Slimane : Je te le donne
- Zazie : Speed

### Chansons non francophones
Cette liste présente, par ordre alphabétique, tous les titres non francophones s'étant classés plus d'une semaine parmi les 10 premières places du Top 50 durant l'année 2018.
- Bad Wolves : Zombie
- Berlin : Bella Ciao
- Big Boi : All night
- Calvin Harris : One kiss
- Calvin Harris & Sam Smith : Promises
- Camila Cabello : Havana
- Cecilia Krull : My life is going on
- Clean Bandit & Demi Lovato : Solo
- David Guetta & Sia : Flames
- DJ Snake & Selena Gomez, Cardi B & Ozuna : Taki Taki
- Drake : God's Plan
- Dynoro & Gigi d'Agostino : In My Mind
- Ed Sheeran : Perfect
- Jain : Alright
- Lady Gaga & Bradley Cooper : Shallow
- Lady Gaga : I'll Never Love Again
- Lady Gaga : Always Remember Us This Way
- Liam Payne & Rita Ora : For You
- LSD : Thunderclouds
- Luis Fonsi & Demi Lovato : Échame la culpa
- Mariah Carey : All I Want for Christmas Is You
- Maroon 5 : Girls Like You
- MC Fioti : Bum Bum Tam Tam
- Nicky Jam & J Balvin : X
- Ofenbach : Katchi
- Queen : Bohemian Rhapsody
- Redbone : Come and Get Your Love
- Sena Kana : Truth or Dare
- The Prince Karma : Later Bitches
- Tom Walker : Leave a Light On

## Succès de l'année en France (albums)
Cette liste présente, par ordre alphabétique, les albums sortis en 2018 ayant obtenu une certification Platine ou Diamant en France.

### Triples disques de diamant (plus d'un million et demi de ventes)
- Johnny Hallyday : Mon pays c'est l'amour

### Doubles disques de diamant (plus d'un million de ventes)
- Angèle : Brol
- Maître Gims : Ceinture noire

### Disques de diamant (plus de500 000ventes)
- Aya Nakamura : Nakamura
- Damso : Lithopédion
- Kendji Girac : Amigo
- Lady Gaga : A Star is Born
- Lomepal : Jeannine
- Ninho : M.I.L.S 2.0
- Soprano : Phœnix

### Triples disques de platine (plus de300 000ventes)
- Bigflo et Oli : La vie de rêve
- Clara Luciani : Sainte-Victoire
- Eddy de Pretto : Cure
- Hoshi : Il suffit d'y croire
- Jul : Inspi d'ailleurs
- Jul : La Zone en personne
- PLK : Polak
- Queen : Bohemian Rhapsody
- SCH : JVLIVS
- Therapie Taxi : Hit Sale
- Trois Cafés Gourmands : Un air de rien
- Vald : XEU
- XXXTentacion : ?

### Doubles disques de platine (plus de200 000ventes)
- Claudio Capéo : Tant que rien ne m'arrête
- Columbine : Adieu bientôt
- Drake : Scorpion
- Imagine Dragons : Origins
- Jain : Souldier
- Jenifer : Nouvelle Page
- Johnny Hallyday : L'album de sa vie, 100 titres
- Josman : J.O.S
- Lartiste : Grandestino
- Les Enfoirés : Musique !
- Lorenzo : Rien à branler
- Maes : Pure
- Marwa Loud : Loud
- Moha La Squale : Bendero
- Mylène Farmer : Désobéissance
- Naps : À l'instinct
- Patrick Bruel : Ce soir on sort...
- Slimane : Solune
- Timal : Trop chaud
- Travis Scott : Astroworld
- Vegedream : Marchand de sable

### Disques de platine (plus de100 000ventes)
- 93 Empire
- Alain Bashung : En amont
- Alpha Wann : Une main lave l'autre
- Boulevard des Airs : Je me dis que toi aussi
- BTS : Love Yourself: Answer
- Camila Cabello : Camila
- Christine and the Queens : Chris
- David Guetta : 7
- David Hallyday :  J'ai quelque chose à vous dire
- Djadja et Dinaz : Le revers de la médaille
- Dosseh : Vidalo$$a
- Eddy Mitchell : La Même Tribu, volume 2
- Grand Corps Malade : Plan B
- Hornet La Frappe : Dans les yeux
- Jorja Smith : Lost & Found
- Kids United : Au bout de nos rêves
- Koba LaD : VII
- MHD : 19
- Muse : Simulation Theory
- NRJ Music Awards 2018
- PLK : Platinum
- Post Malone : Beerbongs & Bentleys
- Rim'K : Mutant
- RK : Insolent
- S.Pri Noir : Masque blanc
- Shawn Mendes : Shawn Mendes
- Sofiane : Affranchis
- Soolking : Fruit du démon
- Taxi 5
- Véronique Sanson : Duos volatils
- Vianney : Le concert
- Zaz : Effet miroir
- Zazie : Essenciel

## Succès internationaux de l’année
Cette liste présente, par ordre alphabétique, les trente titres et albums ayant eu le plus de succès dans les charts internationaux en 2018,.

### Singles
- 5 Seconds of Summer : Youngblood
- Ariana Grande : Thank U, Next
- Ariana Grande : No Tears Left to Cry
- Ava Max : Sweet but Psycho
- Bebe Rexha & Florida Georgia Line : Meant to Be
- Benny Blanco, Halsey & Khalid : Eastside
- Bruno Mars & Cardi B : Finesse
- Calvin Harris & Dua Lipa : One Kiss
- Calvin Harris & Sam Smith : Promises
- Camila Cabello : Havana
- Childish Gambino : This Is America
- Clean Bandit & Demi Lovato : Solo
- Drake : God's Plan
- Drake : In My Feelings
- Drake : Nice for What
- Drake : Non stop
- Dua Lipa : IDGAF
- Dynoro & Gigi D'Agostino : In My Mind
- Ed Sheeran : Perfect
- Kanye West & Lil Pump : I Love It
- Kendrick Lamar & SZA : All the Stars
- Lady Gaga & Bradley Cooper : Shallow
- Lil Dicky & Chris Brown : Freaky Friday
- Maroon 5 : Girls Like You
- Marshmello & Anne-Marie : Friends
- Post Malone : Psycho
- Post Malone : Better Now
- Post Malone : I Fall Apart
- Shawn Mendes : In My Blood
- The Weeknd : Call Out My Name

### Albums
- 5 Seconds of Summer : Youngblood
- Ariana Grande : Sweetener
- Black Panther: The Album
- BTS : Love Yourself: Answer
- Camila Cabello : Camila
- Cardi B : Invasion of Privacy
- Drake : Scorpion
- Eminem : Kamikaze
- Eminem : Revival
- Imagine Dragons : Evolve
- J. Cole : KOD
- Jason Aldean : Rearview Town
- Justin Timberlake : Man of the Woods
- Kane Brown : The Experiment
- Kanye West : Ye
- Kodak Black : Dying to Live
- Lady Gaga & Bradley Cooper : A Star is Born
- Lil' Wayne : Tha Carter V
- Logic : Bobby Tarantino II
- Mamma Mia! Here We Go Again
- Meek Mill : Championships
- Migos : Culture II
- Panic! at the Disco : Pray for the Wicked
- Post Malone : Beerbongs & Bentleys
- Shawn Mendes : Shawn Mendes
- The Greatest Showman
- The Weeknd : My Dear Melancholy
- Travis Scott : Astroworld
- Twenty One Pilots : Trench
- XXXTentacion : ?

## Récompenses
- États-Unis : 61e cérémonie des Grammy Awards
- États-Unis : American Music Awards 2018 (en)
- États-Unis : MTV Video Music Awards 2018
- États-Unis : Billboard Music Awards 2018
- Europe : 2018 MTV Europe Music Awards (en)
- Europe : Concours Eurovision de la chanson 2018
- France : 34e cérémonie des Victoires de la musique
- France : NRJ Music Awards 2018
- Québec : 40e gala des prix Félix
- Royaume-Uni : Brit Awards 2018

## Formations et séparations de groupes
- Groupe de musique formé en 2018
- Groupe musical séparé en 2018

## Décès

### Premier trimestre
- 4 janvier :  Ray Thomas, musicien britannique.
- 7 janvier :  France Gall, chanteuse française.
- 10 janvier :  Eddie Clarke, guitariste britannique de heavy metal.
- 12 janvier :  Pierre Pincemaille, musicien et organiste français.
- 13 janvier :  Tzimis Panousis, musicien grec
- 15 janvier :  Dolores O'Riordan, chanteuse irlandaise.
- 15 janvier :  Edwin Hawkins, chanteur américain.
- 16 janvier :  Madalena Iglésias, chanteuse et actrice portugaise.
- 16 janvier :  Dave Holland, batteur de rock britannique.
- 18 janvier :  Steve Nisbett, batteur britannique.
- 19 janvier :  Fredo Santana, rappeur américain.
- 20 janvier :  Jim Rodford, bassiste britannique.
- 23 janvier :  Hugh Masekela, musicien sud-africain de jazz.
- 24 janvier :  Mark E. Smith, chanteur et parolier britannique.
- 30 janvier :  Mark Salling, chanteur et acteur américain.
- 1er février :  Dennis Edwards, chanteur américain de soul et de R&B.
- 8 février :  Lovebug Starski, rappeur, disc jockey et producteur américain.
- 9 février :  Jóhann Jóhannsson, musicien, compositeur et producteur islandais.
- 18 février :  Didier Lockwood, violoniste français.
- 14 mars :  Liam O'Flynn, musicien traditionnel irlandais.
- 24 mars :  Rim Banna, chanteuse et compositrice palestinienne.
- 24 mars :  Lys Assia, chanteuse suisse.

### Deuxième trimestre
- 2 avril :  Ahmed Janka Nabay, musicien sierraléonais.
- 3 avril :  Lill-Babs, chanteuse suédoise.
- 6 avril :  Jacques Higelin, chanteur français.
- 9 avril :  Nathan Davis, musicien et compositeur américain de jazz.
- 12 avril :  Brij Bhushan Kabra, musicien indien.
- 16 avril :  Dona Ivone Lara, chanteuse et compositrice brésilienne.
- 20 avril :  Avicii, DJ et producteur suédois.
- 23 avril :  Arthur B. Rubinstein, compositeur et chef d'orchestre américain.
- 30 avril :  Rose Laurens, chanteuse française.
- 2 mai :  Louis BadAzz, rappeur américain.
- 4 mai :  Abi Ofarim, chanteur israélien.
- 7 mai :  Maurane, chanteuse belge.
- 8 mai :  Lara Saint Paul, chanteuse italo-érythréenne.
- 9 mai :  Ben Graves, batteur américain.
- 11 mai :  Ulla Sallert, actrice et chanteuse suédoise.
- 13 mai :  Glenn Branca, compositeur et guitariste américain.
- 16 mai :  Gérard Jouannest, pianiste et compositeur français.
- 19 mai :  Reggie Lucas, musicien américain de jazz fusion.
- 28 mai :  María Dolores Pradera, chanteuse et actrice espagnole.
- 1er juin :  Eddy Clearwater, chanteur et guitariste américain de blues.
- 1er juin :  Sinan Sakić, chanteur serbe.
- 4 juin :  Marc Ogeret, chanteur français.
- 6 juin :  Manex Pagola, auteur-compositeur français.
- 7 juin :  Stefan Weber, musicien autrichien.
- 8 juin :  Danny Kirwan, guitariste britannique.
- 11 juin :  Yvette Horner, accordéoniste française.
- 11 juin :  Wayne Dockery, contrebassiste américain de jazz.
- 12 juin :  Jon Hiseman, batteur et producteur de musique britannique.
- 13 juin :  D.J. Fontana, batteur américain.
- 15 juin :  Matt Murphy, guitariste américain de blues.
- 17 juin :  Rebecca Parris, chanteuse de jazz américaine.
- 18 juin :  XXXTentacion, rappeur américain.
- 18 juin :  Jimmy Wopo, rappeur américain.
- 22 juin :  Geoffrey Oryema, musicien français, auteur-compositeur et chanteur de rock et de world music.
- 22 juin :  Vinnie Paul, batteur américain de heavy metal.
- 23 juin :  Edu del Prado, chanteur et acteur espagnol.
- 27 juin :  Joseph Jackson, manager américain et patriarche de la famille Jackson
- 30 juin :  Smoke Dawg, rappeur canadien.

### Troisième trimestre
- 1er juillet :  François Corbier, chanteur, auteur-compositeur, musicien et guitariste français.
- 2 juillet :  Henry Butler, pianiste américain de jazz.
- 3 juillet :  Richard Swift, chanteur, compositeur et producteur américain.
- 3 juillet :  Bill Watrous, tromboniste américain de jazz.
- 4 juillet :  Carmen Campagne, auteure-compositrice-interprète canadienne.
- 5 juillet :  François Budet, auteur-compositeur-interprète français.
- 6 juillet :  Vince Martin, chanteur et auteur-compositeur américain.
- 6 juillet :  Vlatko Ilievski, chanteur macédonien.
- 27 juillet :  Marcia Maria, chanteuse de jazz brésilienne.
- 1er août :  Celeste Rodrigues, chanteuse portugaise de fado.
- 1er août :  Incognito, rappeur britannique.
- 3 août :  Tommy Peoples, violoniste irlandais.
- 7 août :  Étienne Chicot, acteur et chanteur français.
- 14 août :  Jill Janus (née en 1975), chanteuse américaine de heavy metal.
- 16 août :  Aretha Franklin, chanteuse américaine.
- 18 août :  Jack Costanzo, percussionniste américain.
- 19 août :  Khaira Arby, chanteuse malienne.
- 20 août :  Eddie Willis, musicien américain.
- 22 août :  Ed King, guitariste américain.
- 25 août :  Kyle Pavone, chanteur américain
- 1er septembre :  Randy Weston, compositeur et pianiste américain de jazz.
- 2 septembre :  Conway Savage, claviériste et chanteur australien.
- 6 septembre :  Philippe Eidel, musicien français.
- 7 septembre :  Mac Miller, rappeur américain.
- 9 septembre :  Robert Opratko, compositeur autrichien.
- 12 septembre :  Erich Kleinschuster, tromboniste autrichien de jazz.
- 12 septembre :  Rachid Taha, chanteur algérien.
- 14 septembre :  Anneke Grönloh, chanteuse néerlandaise.
- 14 septembre :  Max Bennett, contrebassiste et bassiste américain de jazz.
- 14 septembre :  Carlos Rubira Infante, chanteur et compositeur équatorien.
- 15 septembre :  Djamel Allam, chanteur et musicien algérien.
- 20 septembre :  Jo Jo Hoo Kim, producteur jamaïcain de reggae.
- 27 septembre :  Marty Balin, musicien américain, chanteur et fondateur de Jefferson Airplane.
- 29 septembre :  Otis Rush, guitariste et chanteur américain de blues.
- 30 septembre :  Angela Maria, chanteuse et actrice brésilienne.

### Quatrième trimestre
- 1er octobre :  Charles Aznavour, chanteur et acteur français.
- 13 octobre :  Annapurna Devi, musicienne indienne.
- 23 octobre :  Jon James McMurray, rappeur canadien.
- 24 octobre :  Tony Joe White, chanteur-compositeur américain de rock et blues.
- 25 octobre :  Sonny Fortune, saxophoniste et flûtiste américain de jazz.
- 2 novembre :  Roy Hargrove, trompettiste de jazz.
- 3 novembre :  Mimoun El Oujdi, chanteur marocain.
- 7 novembre :  Francis Lai, compositeur et musicien français.
- 13 novembre : 
  -  Lucho Gatica, chanteur chilien.
  -  Ken Narita, chanteur japonais.
- 15 novembre :  Kacem Kefi, chanteur tunisien.
- 22 novembre :  Imrat Khan, joueur indien de surbahar.
- 1er décembre : 
  -  Calvin Newborn, guitariste américain de jazz.
  -  Jody Williams, guitariste chanteur américain de blues.
- 2 décembre :  Perry Robinson, clarinettiste de jazz et compositeur américain.
- 6 décembre : 
  -  Ace Cannon, saxophoniste américain.
  -  Pete Shelley, auteur, chanteur et guitariste britannique.
- 13 décembre :  Nancy Wilson, chanteuse et actrice américaine.
- 17 décembre :  Galt MacDermot, musicien et compositeur canadien.
- 24 décembre :  Jaime Torres, musicien argentin.
- 27 décembre :  Miúcha, chanteuse et compositrice brésilienne.
- 31 décembre : 
  -  Maya Casabianca, chanteuse franco-israélienne.
  -  Urbie Green, tromboniste américain de jazz.